# Municipio Atizapán
Koordinaten: 19° 10′ 30″ N, 99° 29′ 24″ W
Atizapán ist ein Municipio im mexikanischen Bundesstaat México. Der Sitz der Gemeinde und größter Ort des Municipios ist Santa Cruz Atizapán. Die Gemeinde hatte im Jahr 2010 10.299 Einwohner, ihre Fläche beträgt 7,1 km².

## Geographie
Atizapán liegt im zentral im westlichen Teil des Bundesstaates México, 35 km südwestlich von Mexiko-Stadt auf etwa 2600 m Seehöhe.
Das Municipio grenzt an die Municipios San Antonio la Isla, Tianguistenco und Almoloya del Río.